# Conrad Helfrich
Pour les articles homonymes, voir Helfrich.
Conrad Emil Lambert Helfrich, né le 11 octobre 1886 à Semarang (alors dans les Indes orientales néerlandaises) et mort le 20 septembre 1962 à La Haye, est un amiral de la Marine royale néerlandaise et une figure-clé des Pays-Bas au cours de la Seconde Guerre mondiale.

## Biographie
Il suit une formation d'officier de marine a l'Institut Royal de la Marine de 1903 à 1907.
Entre 1914 et 1918, il est adjudant en Zélande. Entre 1922 et 1924, il suit les cours de la Hoogere Marine Krijgsschool, pour devenir officier supérieur. De 1919 à 1922, il est à l'état-major de la marine à La Haye où il travaille sur l'organisation de la flotte des Indes orientales néerlandaises.
En 1928, il se rend en Indonésie aux commandes du Piet Hein. De 1931 à 1933, il est chef d'État-major de la marine néerlandais en Indonésie.
Il signe les actes de capitulation du Japon au nom du royaume des Pays-Bas en 1945. Au cours de la révolution nationale indonésienne, il s'oppose farouchement aux tentatives de parvenir à un compromis avec Soekarno et s'oppose avec le chef d'état-major Hendrik Johan Kruls à l'accord de Linggarjati conclu le 15 novembre 1946.
Il prend sa retraite de la marine en 1949 puis écrit ses mémoires qui sont ensuite publiés en 1950.
Entre autres, il a été fait commandeur de l'ordre d'Orange-Nassau et chevalier grand-croix de l'ordre du Lion néerlandais. Il a aussi reçu d'autres récompenses étrangères.

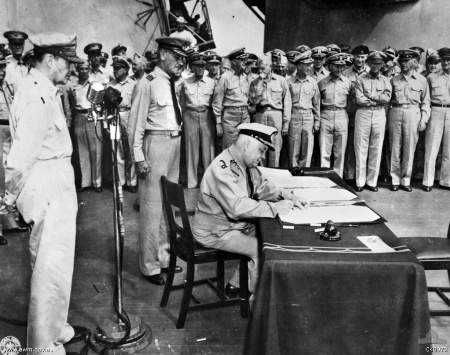
À bord du Missouri, baie de Tokyo, septembre 1945. L'amiral Conrad Helfrich signe les actes de capitulation du Japon au nom du royaume des Pays-Bas. Derrière lui, au microphone, le général Douglas MacArthur.

## Vie privée
Il se marie en 1919 avec Augusta Clasina Gieben, avec qui il a deux filles et deux garçons.

## Source
1. 1 2 3 4  (nl) « HELFRICH, Conrad Emile Lambert (1886-1962) », sur Institut Huygens d'histoire des Pays-Bas.

- (en) Cet article est partiellement ou en totalité issu de l’article de Wikipédia en anglais intitulé « Conrad Helfrich » (voir la liste des auteurs).